# Species Plantarum
Species Plantarum ("Giống loài thực vật") là một tác phẩm lần đầu tiên được xuất bản vào năm 1753, bao gồm hai quyển, của tác giả Carl Linnaeus. Tầm quan trọng bậc nhất của tác phẩm có lẽ là ở chỗ tác phẩm này là điểm khởi đầu cơ bản của danh pháp thực vật như là nó đang tồn tại hiện nay. Điều này có nghĩa là những tên gọi đầu tiên được coi là công bố hợp lệ trong thực vật học là những tên gọi nào xuất hiện trong tác phẩm này cũng như trong Genera Plantarum (Các chi thực vật) ấn bản lần thứ 5 (1753). Trong cuốn sách này Linnaeus đã liệt kê tất cả các loài thực vật mà ông biết, dù trực tiếp hay thông qua việc đọc rất nhiều sách báo của ông.
Sự phân loại trong tác phẩm này cho phép dễ dàng nhận dạng các loài thực vật bằng cách đặt mỗi chi vào một lớp và bộ nhân tạo. Bằng cách đếm số lượng nhụy và nhị, bất kỳ ai, cho dù không có nhiều kiến thức về thực vật, cũng có thể có một danh sách các chi mà loài thực vật đang xem xét có khả năng thuộc về.
Linnaeus cũng cung cấp một miêu tả chính thức nhiều từ cho mỗi loài cây và một tính ngữ bổ sung để sử dụng với tên gọi của chi để dễ dàng đối chiếu hơn, vì thế đã tách bạch phân loại học ra khỏi danh pháp. Chẳng hạn, cà chua được ông miêu tả tại trang 185 như là SOLANUM caule inermi herbaceo foliis pinnatis incisis, racemis simplicibus. Tính ngữ được ông chọn là Lycopersicum.
Đây cũng là sự sử dụng thống nhất đầu tiên của cấu trúc tên gọi cho các loài thực vật và đặt nền tảng cho danh pháp hiện đại. Tên gọi hai phần SOLANUM Lycopersicum (hiện nay viết là Solanum lycopersicum) nhanh chóng chiếm ưu thể trong việc sử dụng do tính ngắn gọn, khúc chiết của nó, và các định nghĩa nhiều từ đã không còn được coi là các tên gọi chính thức nữa.
Quyển 1 của ấn bản lần thứ nhất bao gồm 11 trang lời giới thiệu không đánh số và các trang từ 1 tới 560, trong khi quyển 2 bao gồm các trang từ 561 tới 1.200, cộng 31 trang không đánh số là phần chỉ mục, mục lục và đính chính.
Sau lần xuất bản đầu tiên, tác phẩm này còn được xuất bản vài lần nữa, được tiếp tục cả sau khi tác giả của nó đã mất. Species Plantarum cũng đánh dấu điểm khởi đầu của sự bùng phát lớn lao trong tính phổ biến khoa học, và được nhiều người coi là thuộc về số những tác phẩm quan trọng nhất trong sinh học từ trước tới nay.
Tự bản thân Linnaeus đã cho xuất bản các ấn bản lần thứ hai và ba của tác phẩm. Ấn bản lần thứ hai gồm 2 quyển, được xuất bản năm 1762–1763, với các trang hiệu đính và tài liệu bổ trợ. Ấn bản lần thứ ba về cơ bản giống như ấn bản lần thứ hai, nhưng với các hiệu đính và tài liệu bổ trợ tích hợp lại thành một đề mục, được xuất bản năm 1764.
Sau khi Linnaeus mất, Carl Ludwig Willdenow đã thực hiện một ấn bản mới và mở rộng thêm nhiều của tác phẩm này. Ấn bản này gọi là Editio Quarto hay "Ấn bản lần thứ tư", và được xuất bản thành 6 quyển, gồm 13 phần, từ năm 1797 tới năm 1830, và được hoàn thành sau khi Willdenow mất. Ấn bản lần thứ sáu do Heinrich Friedrich Link và Albert Dietrich xuất bản thành hai quyển năm 1831–1833.